# Mikołaj Adamczak
Mikołaj Adamczak (ur. 18 grudnia 2002) – polski koszykarz, występujący na pozycji silnego skrzydłowego, od 2022 zawodnik Śląska Wrocław. Zdobywca Superpucharu Polski ze Śląskiem Wrocław w 2024r.

## Osiągnięcia
Stan na 2 maja 2024 na podstawie, o ile nie zaznaczono inaczej.

### Drużynowe
Seniorskie
- Wicemistrz Polski (2023)[4]
- Finalista Superpucharu Polski (2022)[5]
- Uczestnik międzynarodowych rozgrywek Eurocup (od 2022)
- Zdobywca Superpucharu Polski (2024)[6]

Młodzieżowe
- Mistrz Polski juniorów starszych (2021)[7]
- Wicemistrz Polski juniorów (2020)[8]

### Indywidualne
- Zaliczony do I składu mistrzostw Polski:
  -  juniorów starszych (2021)[7]
  - juniorów (2020)[8]

### Reprezentacja
- Uczestnik uniwersjady (2023 – 9. miejsce)